# 이천 지석리 지석묘
이천 지석리 지석묘(利川 支石里 支石墓)는 대한민국 경기도 이천시 신둔면 수하리에 있는 고인돌이다. 1986년 4월 14일 이천시의 향토유적 제4호로 지정되었다.

## 개요
지석리(支石里) 마을 진입로(進入路)에서 오른쪽으로 10m가량 떨어진 논두렁에 위치해 있는 선사시대(先史時代) 유적(遺蹟)이다.
이 지석묘는 그 형태로 보아 현실(玄室)을 지하에 두고 그 위에 개서(蓋石)을 얹은 탁자식이며 마을 촌로(村老)들에 의하면 오래전 이곳에서 돌칼·돌화살촉등의 유물이 출토되었다고 하나 그 행방은 알 수 없다.
흙속에 묻힌 부분이 많아 개서(蓋石)을 고인 지석(支石)의 형태는 알 수 없고, 반쯤 노출된 개석의 규모는 장축(長軸)이 4m, 단축(短軸)이 2.4m, 두께 75 - 80㎝의 편편한 화강암 자연석이다.
지석묘가 위치한 지역 일대에는 봉토분(封土墳) 적석총(積石塚)으로 보이는 고총(古塚)들이 있어 청동기시대(靑銅器時代) 또는 백제(百濟 초기의 고분 연구에 좋은 자료를 제공해 주고 있다.
일반적으로 지석묘가 청동기시대 부족장(部族長)의 무덤으로 추정되는 만큼, 지석리(支石里)를 중심한 일대의 지역이 선사시대에 이미 적지 않은 규모의 부족집단의 취락(聚落)이었을 가능성이 많다.
이 지석묘에서 유래된 것으로 보인 지석리(支石里)라는 한자명(漢字名)이나 괸돌(또는 귄돌)이라고 옛부터 불려온 자연부락명(自然部落名)에서 이 지석묘의 존재와 의의는 더욱 두드러지는데, 지금의 위치는 행정구역상 수하리(水下里) 지역이다.

## 같이 보기
- 고인돌